# Оболенский, Леонид Леонидович (актёр)
Леони́д Леони́дович Оболе́нский  (21 января 1902, Арзамас, Нижегородская губерния — 17 ноября 1991, Миасс, Челябинская область) — советский киноактёр, режиссёр немого кино, звукорежиссёр, художник-декоратор, педагог, журналист. Народный артист РСФСР (1991).

## Биография

### 1911—1919
Родился в семье банковского служащего Л. Л. Оболенского. В 1911 году поступил в гимназию в Нижнем Новгороде. В 1915 году семья переехала в Пермь. В 1918 году служил корреспондентом красноармейской газеты 3-й армии Восточного фронта.
В августе 1919 года в Екатеринбурге познакомился с приехавшим на фронтовые съёмки кинорежиссёром Львом Кулешовым и оператором Эдуардом Тиссэ и был откомандирован в Москву. В сентябре 1919 года поступил в только что открывшуюся 1-ю Госкиношколу.

### 1919—1936
В 1919—1922 годах учился в 1-й Госкиношколе сначала у Владимира Гардина, а с мая 1920 года у Льва Кулешова.
Как актёр дебютировал в 1920 году в фильме Льва Кулешова «На красном фронте».
Танцу и пантомиме учился у театрального теоретика Сергея Волконского. В первые послереволюционные годы играл в театре «Кривой Джимми» (ныне Московский театр сатиры, 1922—1924), а также в театре Красной Армии.
В 1920-е годы много выступал на эстраде как танцовщик. Всеволод Мейерхольд пригласил популярного чечёточника поставить танцы в спектакле «Великодушный рогоносец». Тогда Оболенский познакомился с молодым режиссёром пролеткультовского театра Сергеем Эйзенштейном и привёл его в мастерскую Кулешова. Снимался в фильмах «коллектива Кулешова» «Необычайные приключения мистера Веста в стране большевиков» (1924), «Луч смерти» (1925).
В 1925—1927 годы преподавал актёрское мастерство и сценическое движение в киноактёрской студии имени Б. Чайковского.
С 1925 года — режиссёр кинофабрики «Межрабпом-Русь» (с 1928 года — «Межрабпомфильм»), был ассистентом Л. Кулешова и С. Эйзенштейна, сам поставил несколько фильмов, в том числе очень популярную тогда ленту «Кирпичики», «Эх, яблочко», «Альбидум», «Торговцы славой».
Увлёкшись звуковым кино, серьёзно занялся вопросами кинозвука и в 1929—1930 годах в Берлине изучал звукозаписывающую аппаратуру. Стажировался у Джозефа фон Штернберга на съёмках фильма «Голубой ангел» и познакомился с Марлен Дитрих. С 1930 года принимал участие в создании картин «Окраина» (1933), «Великий утешитель» (1933), «Марионетки» (1934). Начал преподавать в Государственном институте кинематографии.
Продолжал сниматься в качестве актёра — в фильмах «Потомок Чингисхана», «Праздник святого Иоргена» и других. Последний режиссёрский опыт — фильм «Побег Кропоткина» — не завершен производством.
В 1934 году был сорежиссёром Льва Кулешова на фильме «Кража зрения», который подвергся критике за формализм и на экраны не вышел. После этого вместе с Кулешовым ушёл со студии «Межрабпомфильм» и к режиссёрской работе в игровом кино уже не возвращался.

### 1936—1941
В 1936 году, опасаясь ареста, уехал в Ашхабад, где работал художественным руководителем, режиссёром и звукооформителем оперной студии Дома народного творчества, преподавал сценическое движение в театре, был звукооформителем на Ашхабадской киностудии. В 1938 году арестован и находился в предварительном заключении в ашхабадской тюрьме НКВД. После падения Ежова дело было прекращено, и Оболенский вернулся в Москву. В 1939—1940 годах работал художником-декоратором на киностудии «Союздетфильм».
Перед войной, будучи доцентом ВГИКа, по совету Сергея Эйзенштейна работал над диссертацией о звуковом кино. Лев Кулешов так характеризовал Оболенского: «Человек всесторонних интересов — актёр, режиссёр, танцор, инженер, лингвист, историк искусств, фотограф, оператор».

### 1941—1945
Закончить диссертацию Оболенский не успел, так как в июле 1941 года вместе с другими преподавателями ВГИКа ушёл в Московское народное ополчение. В Брянско-Вяземском окружении попал в плен, содержался в лагере в Баварии. В 1943 году гитлеровцы формировали из военнопленных обслуживающий технический персонал для Восточного фронта. Как утверждается, Оболенский стал «хиви» («добровольным помощником») и в феврале 1943 года был зачислен в электротехническую бригаду ветеринарной роты 306-й немецкой пехотной дивизии, получив более свободный режим передвижения и денежное довольствие.
После войны арестован по обвинению в измене и 2 ноября 1945 года осуждён военным трибуналом Кишинёвского гарнизона на 10 лет лагерей.
Из приговора Военного трибунала Кишинёвского гарнизона в закрытом судебном заседании от 2 ноября 1945 года:

С июня по июль 1943 года Оболенский-Судейкин работал секретарем у представителя «РОА» при штабе 306-й п.д. Яруцкого. Помогал Яруцкому в составлении фашистских листовок, разбрасываемых потом в расположении частей Красной Армии.
В июле 1943 года в районе дер. Есауловка Оболенский-Судейкин, будучи на переднем крае немецких войск, по поручению Яруцкого выступил перед микрофоном с антисоветской речью, обращенной к личному составу Красной Армии. В этом же месяце Оболенский-Судейкин был снова переведен на службу в ветеринарную роту 306 п.д., а в июле 1944 года командиром этой дивизии генералом Келлером был назначен на должность завхоза «дома отдыха», в который направлялись добровольцы немецкой армии из числа военнопленных. По заданию Келлера Оболенский-Судейкин вел наблюдения за политическим настроением отдыхающих и выявлял среди них кадры для комплектования школы ефрейторов и школы пропагандистов «РОА».

В августе 1944 года, видя поражение немецкой армии, Оболенский-Судейкин отстал от немецкого обоза, переоделся в штатское и, с целью избежать ответственности за свои преступления, в сентябре 1944 года поступил послушником в Кицканский монастырь, где в марте 1945 года постригся в монахи под именем Лаврентий.
В 1989 году Оболенский утверждал, что на следствии он дал ложные показания под давлением следователя, а в суде не стал заявлять о том, что факты, изложенные в деле, не соответствуют действительности, так как боялся, что будет начато новое следствие и он может «пострадать более серьезно».

### 1945—1972
Будучи в заключении, Оболенский строил железную дорогу на Севере (501-е и 503-е строительство), работал в ведомственном театре НКВД в Печоре, затем жил на поселении в Минусинске, работал режиссёром в местном драматическом театре. В 1952 году досрочно освобождён. В 1956 году, не имея права на жительство в Москве и ряде других городов СССР, направлен в Свердловск для работы на киностудии в качестве звукорежиссёра и второго режиссёра.
Принимал участие в работе над фильмами «Во власти золота» и «Одна строка» в постановке незадолго до того реабилитированного режиссёра Ивана Правова (1899—1971). После двадцатипятилетнего перерыва был вторым режиссёром (и актёром) на фильме «Очередной рейс». В дальнейшем ставил научно-популярные фильмы — «Люди пытливой мысли», «Пленник железного кристалла» и другие.
В начале 1960-х годов увлёкся телевидением и в 1962 году стал репортёром и оператором Челябинской студии телевидения, вёл журналистские программы. Под давлением местных руководителей перешёл на внештатную работу в Свердловске, Челябинске, Миассе. В 1972 году переехал в Миасс на окончательное местожительство, где работал в качестве режиссёра-методиста клуба кинолюбителей Дворца культуры «Прометей». Был действительным и почётным членом фотоклуба «Импульс».

### 1972—1991
К актёрской работе Оболенский вернулся после долгого перерыва лишь в 1970-х годах. Среди фильмов, в которых он снимался, «Вид на жительство», «Молчание доктора Ивенса», «Чисто английское убийство», «Красное и чёрное», «Ореховый хлеб», «Чужая», «Ларец Марии Медичи», «Подросток», «Миллион в брачной корзине».
За небольшие, но запоминающиеся роли величественных стариков его называли королём эпизодов. За работу в фильме «На исходе лета» Леонид Оболенский был отмечен в 1980 году премией «Золотая нимфа» на XX международном фестивале телевизионных фильмов в Монте-Карло за лучшее исполнение мужской роли.
Травма в 1988 году прервала актёрскую деятельность Оболенского.
В 1991 году ему было присвоено звание народного артиста РСФСР.
Умер в Миассе 19 ноября 1991 года на 90-м году жизни.

### Память
О жизни и творчестве Леонида Оболенского сняты документальные фильмы «Визит к счастливому человеку» (ВГИК, 1980 год, дипломный фильм режиссёра Петра Солдатенкова); «Ваш уходящий объект — Леонид Оболенский», получивший главный приз на международном фестивале неигрового кино в Швейцарии; «Таинство брака» (режиссер Сергей Мирошниченко).
21 января 1999 года в Челябинске на улице Сони Кривой открылась мемориальная квартира Л. Л. Оболенского.
18 октября 2005 года был полностью реабилитирован (посмертно) «за отсутствием состава преступления» Высшей судебной палатой Республики Молдова, в соответствии с Законом РФ от 18 октября 1991 года «О реабилитации жертв политических репрессий» (ч. 1 ст. 11).
Правомерность реабилитации Оболенского в Молдавии, то есть по месту репрессий, также подтверждена письмом Генеральной прокуратуры РФ от 29.12.05 № 7уа 1334-48, где сказано: «Документы о реабилитации или признании лиц пострадавшими от политических репрессий, выданные в государствах — бывших союзных республиках СССР, имеют силу на территории Российской Федерации».

### Семья
- Отец — Оболенский, Леонид Леонидович (1873—1930), советский государственный и партийный деятель, один из первых советских дипломатов.
- Дед — Оболенский, Леонид Егорович (1845—1906), русский писатель, поэт, философ, публицист, критик, издатель.

## Фильмография

### Актёр
- 1920 — На красном фронте — красноармеец
- 1924 — Необычайные приключения мистера Веста в стране большевиков — франт
- 1925 — Луч смерти — майор Хард, главарь фашистов
- 1928 — Потомок Чингисхана — адъютант коменданта
- 1930 — Праздник святого Иоргена — режиссёр религиозного фильма «Житие святого Иоргена»
- 1932 — Просперити
- 1958 — Очередной рейс — прохожий в плаще (нет в титрах)
- 1960 — Ждите писем — отец Кости
- 1965 — Перекличка — эпизод
- 1972 — Вид на жительство — князь
- 1973 — Молчание доктора Ивенса — таинственный инопланетянин
- 1974 — Чисто английское убийство — старый лорд Уорбек
- 1974 — Скворец и Лира — промышленник
- 1974 — Дорогой мальчик — мистер Лейн, представитель авиакомпании
- 1976 — Красное и чёрное — католический епископ
- 1977 — Юлия Вревская
- 1977 — Ореховый хлеб / Riešutų duona — дедушка Андрюса
- 1978 — Чужая — Леонид Леонидович, режиссёр
- 1979 — Прости-прощай — старик
- 1979 — Обмен / Mainai — доктор Игнас Диджюлис, дедушка Витаса
- 1979 — На исходе лета — Андрей Афанасьевич Веденеев
- 1980 — Ларец Марии Медичи — Бертран д’Ан Марти, наставник ордена альбигойцев
- 1980 — Факт / Faktas — Александре, пастух
- 1981 — Душа — старик
- 1982 — Россия молодая — отец Дес-Фонтейнеса
- 1982 — Забытые вещи — Янис
- 1983 — Чужие страсти — Валдманис
- 1983 — Подросток — князь Сокольский
- 1983 — Легенда о княгине Ольге — Ильм, волхв и ведун
- 1984 — Европейская история — депутат
- 1984 — Меньший среди братьев — декан
- 1984 — Зудов, вы уволены! — заведующий кинолабораторией
- 1985 — Иван Бабушкин — князь Андронников
- 1985 — Миллион в брачной корзине — барон
- 1986 — Была не была — Владимир Михайлович, учитель

### Режиссёр
- 1925 — Кирпичики
- 1926 — Эх, яблочко…
- 1928 — Альбидум
- 1929 — Торговцы славой
- 1958 — Очередной рейс (второй режиссёр)

### Сценарист
- 1929 — Торговцы славой

### Художник
- 1940 — Сибиряки

### Звукорежиссёр
- 1932 — Горизонт
- 1932 — Две встречи
- 1933 — Великий утешитель
- 1933 — Окраина
- 1934 — Марионетки

### Комментарии
1. ↑  Следователи считали Оболенского князем, потомком декабриста Е. П. Оболенского. Эту версию поддерживал и сам Л. Л. Оболенский, указывая на то, что его «прадеда» лишил княжеского титула Николай I, а ГПУ преследует его как бывшего «князя»[1]